# Infor Jeunes
Infor Jeunes (en allemand : Jugendinfo) est une association sans but lucratif belge créée en 1964 dans le but de répondre aux questions des jeunes sur les problématiques qui leur sont propres et de les informer sur leurs droits et leurs devoirs. Les activités de l'association s'inscrivent dans le cadre de la politique jeunesse de la Fédération Wallonie-Bruxelles et sont régies par le décret du 20 juillet 2000 du Gouvernement de la Fédération Wallonie-Bruxelles, qui indique qu'elles doivent contribuer au développement de la citoyenneté.
Reconnue par le ministère de la Jeunesse de la Fédération Wallonie-Bruxelles, l'association est également membre de l'Agence européenne pour l'information et le conseil des jeunes (ERYICA),, et adhère à la Charte européenne de l’Information Jeunesse. L'association dispose également de sa propre charte, rédigée en 1969, qui impose le pluralisme, l'indépendance et la gratuité de l'information fournie par les structures disposant du label Infor Jeunes.
L'association est composée de 15 centres d'information jeunesse (CIJ) agréés en Région wallonne et 3 centres en Région bruxelloise. En communauté flamande, c'est l'association sans but lucratif De Ambrassade qui coordonne l'information jeunesse (en néerlandais : Jeugdinfo ou Jeugdinformatie) à travers le label WAT WAT.

## Historique

### La permanence téléphonique Télé Jeunes en 1964
Infor Jeunes est créée en 1964 à Bruxelles par l'abbé Gustave Stoop, et un groupe de professeurs, animateurs et assistants sociaux bénévoles. Au départ, l'initiative s'appelle Télé Jeunes et consiste en une permanence téléphonique pour adolescents organisée chaque samedi par les bénévoles. Gustave Stoop, qui dirige alors la maison des jeunes d'Etterbeek, espère ainsi pallier le manque d'accessibilité à l'information dans les institutions - en particulier l'école, la presse, l'armée et l'église -, un manque signalé par les jeunes au contact desquels il travaille. À cette époque, proche des évènements de mai 68, les questionnements des jeunes concernent principalement le service militaire et la libération sexuelle.

### Ouverture du Centre national Belge d'Information des Jeunes en 1965
Toujours en 1964, une permanence journalière est ouverte dans un local prêté par la commune de Saint-Josse, Place Quételet. C'est en 1965 que cette structure devient le premier centre « Infor Jeunes », abrégé de « Centre national Belge d’Information des Jeunes ». Son objectif est alors « d’informer et de conseiller toutes les personnes qui le souhaitent et plus particulièrement les jeunes dans tous les domaines qui les concernent ».
Les premiers centres Infor Jeunes de Wallonie ouvrent ensuite en 1969 à Mons, Namur et Tournai, sur le modèle d'Infor Jeunes Bruxelles. Ils sont suivis par la fondation du centre de Charleroi en 1970, et de Libramont en 1972. Dans la même année est créé le Centre National d’Information des Jeunes (CNIJ), qui deviendra plus tard la Fédération Infor Jeunes Wallonie-Bruxelles, structure chargée de coordonner ce réseau.

### Organisation et reconnaissance progressive de l'association par les autorités

#### La charte Infor Jeunes
En 1969, parallèlement à l'ouverture des premiers centres Infor Jeunes de province et à la création de leur fédération, est rédigée la première « Charte des Infor-Jeunes ». Ce document énonce en dix points l'essentiel de l'action d'information telle qu'elle doit être conçue par tous les centres. L'obtention du label Infor Jeunes est conditionnée par le respect des principes énoncés dans cette charte. Les centres optent pour la forme juridique d’ASBL pour asseoir le caractère non lucratif de l’association, ainsi que son objet social.

#### L'arrêté royal du 22 octobre 1971
Un premier arrêté royal, le 22 octobre 1971, établit les conditions d’agrément et d’octroi des subventions aux maisons de jeunes et associations assimilées. Les centres Infor Jeunes de Mons, Namur et Bruxelles, obtiennent une dérogation pour être reconnus comme centres de jeunes, dans le cadre de cet arrêté. L’Arrêté Royal sera modifié à plusieurs reprises, notamment en 1979 avec l’intégration, dans ce dispositif, des centres d’information jeunesse et des centres d’hébergement.

#### La création du Conseil National d'Information des Jeunes
En 1972, le Conseil National d'Information des Jeunes (CNIJ) est créé afin de construire une structure fédéralisante annexe aux centres Infor Jeunes. Toutefois, le centre Infor Jeunes bruxellois manifeste rapidement sa volonté de se détacher de la fédération et quitte donc le réseau Infor Jeunes nouvellement créé dès 1974. Au début des années 1980, d’autres centres d’information sont créés (Saint-Vith, Huy et Nivelles) et intègrent le CNIJ.

### Publication du «Petit livre rouge des écoliers et des lycéens» en 1971
À ses débuts, Infor Jeunes est une association dont les travailleurs revendiquent un certain militantisme. Les premiers bénévoles sont porteurs d’un idéal d’émancipation des jeunes et de libération des mœurs, dans la mouvance des évènements de mai 68.
En 1971, Infor Jeunes publie un numéro spécial de son périodique : « Table ronde à propos du petit livre rouge des écoliers et lycéens »,. Ce livret contient la traduction française du Petit livre rouge des écoliers et lycéens, ouvrage polémique interdit à la vente en Belgique et dans plusieurs pays d'Europe. Publié en 1969 par deux professeurs et un psychologue danois, le livre est rapidement censuré, essentiellement en raison des informations concernant l’avortement, qui est interdit à cette époque. Gustave Stoop réunit autour de trois tables rondes des personnalités de milieux philosophiques, politiques et scientifiques afin de débattre de l’intégralité du contenu de ce manuel controversé qui évoque l’enseignement, la sexualité, les drogues et le système.
En 1979, le sociologue belge Axel Gryspeerdt range Infor Jeunes dans la catégorie des « initiatives de contre-information qui se font en dehors des médias techniques ». Le positionnement d'Infor Jeunes lui vaut notamment d'être attaqué par le journal d'extrême droite belge Nouvel Europe Magazine, qui qualifie Gustave Stoop de « prêtre rouge, pervertisseur de la jeunesse, marxiste, trotskyste »,.

### Structuration de l'information jeunesse en Belgique
Dès 1972, année de création du Conseil National d'Information des Jeunes, un objectif de professionnalisation s'installe. Plusieurs centres continuent de voir le jour en Wallonie et choisissent de se fédérer. Face à la diversité des demandes des jeunes, certains bénévoles décident de se spécialiser dans un secteur particulier de l'information jeunesse. De ces tensions vont naître une série d'associations à partir d'Infor Jeunes, dont Infor Drogues, la Free Clinic, le Service d'Information sur les Études et les Professions (SIEP), SOS Jeunes, le Service Droit des Jeunes (SDJ) ou encore la Fédération des Centres d’Information et de Documentation pour Jeunes (CIDJ).
Dans les années 1980, les politiques de résorption du chômage engendrent une arrivée importante de travailleurs dans le secteur socioculturel, ce qui incite les pouvoirs publics à intensifier le soutien financier. La formation des acteurs socioculturels professionnels commence à se développer, tant à l’initiative du monde associatif qu’à celle des pouvoirs publics. Le secteur de l’information jeunesse est lui aussi touché par cette professionnalisation. 

### Adoption de la Charte européenne de l'information jeunesse en 1993
En 1993, l'assemblée générale d'ERYICA (Agence européenne pour l'information et le conseil des jeunes) adopte la Charte européenne de l'information jeunesse qui est depuis un texte de référence en Europe en tant qu'ensemble de principes professionnels et de lignes directrices pour le travail d'information et de conseil des jeunes. Infor Jeunes adhère à cette charte, ce qui implique le respect de 9 principes : l'indépendance, l'accessibilité, l'inclusivité, la prise en compte des besoins de la jeunesse, la responsabilisation, la participation, l'éthique, le professionnalisme et la proactivité.

## Agrément des centres d'information des jeunes
Le décret du 20 juillet 2000, sur la reconnaissance et l’agrément des centres de jeunes, a finalement donné un cadre juridique aux circulaires ministérielles antérieures concernant l’information des jeunes. Auparavant, les centres Infor Jeunes étaient assimilés à des maisons de jeunes. Depuis, ils bénéficient d'un agrément propre (Centre d'Information des Jeunes) dont les conditions sont précisées dans le décret.